# Cierzpięty (Piecki)
Cierzpięty (deutsch Zollernhöhe, bis 1906 Czierspienten) ist ein Dorf in der polnischen Woiwodschaft Ermland-Masuren. Es gehört zur Landgemeinde Piecki (deutsch Peitschendorf) im Powiat Mrągowski (Kreis Sensburg).

## Geographische Lage
Cierzpięty liegt in der südlichen Mitte der Woiwodschaft Ermland-Masuren, 18 Kilometer südöstlich der Kreisstadt Mrągowo (deutsch Sensburg).

## Geschichte
Das nach 1777 Zierspinten, nach 1818 Zierspienten und bis 1906 Czierspienten genannte Dorf wurde 1570 gegründet. Von 1874 bis 1945 war es in den Amtsbezirk Aweyden (polnisch Nawiady) eingegliedert, der zum Kreis Sensburg im Regierungsbezirk Gumbinnen (ab 1905: Regierungsbezirk Allenstein) in der preußischen Provinz Ostpreußen gehörte. Am 10. Oktober 1906 wurde das Dorf in „Zollernhöhe“ umbenannt, und am 30. September 1929 die Försterei Modersohn (bis 1926 Kollogienen, polnisch Kosowiec)   eingemeindet.
Aufgrund der Bestimmungen des Versailler Vertrags stimmte die Bevölkerung im Abstimmungsgebiet Allenstein, zu dem Zollernhöhe gehörte, am 11. Juli 1920 über die weitere staatliche Zugehörigkeit zu Ostpreußen (und damit zu Deutschland) oder den Anschluss an Polen ab. In Zollernhöhe stimmten 300 Einwohner für den Verbleib bei Ostpreußen, auf Polen entfielen keine Stimmen.
In Kriegsfolge kam 1945 das gesamte südliche Ostpreußen zu Polen. Davon war auch Zollernhöhe betroffen, das seither die polnische und die historische Ortsbezeichnung aufgreifende Namensform „Cierzpięty“ trägt. Heute ist das Dorf Sitz eines Schulzenamtes (polnisch Sołectwo) und somit eine Ortschaft im Verbund der Landgemeinde Piecki (Peitschendorf) im Powiat Mrągowski (Kreis Sensburg), bis 1998 der Woiwodschaft Olsztyn, seither der Woiwodschaft Ermland-Masuren zugehörig.

### Einwohnerzahlen
| Jahr | Anzahl |
| ---- | ------ |
| 1818 | 208    |
| 1839 | 263    |
| 1871 | 333    |
| 1885 | 364    |
| 1898 | 401    |
| 1905 | 433    |
| 1910 | 420    |
| 1933 | 407    |
| 1939 | 357    |
| 2011 | 162    |

## Kirche
Bis 1945 war Zollernhöhe in die evangelische Kirche Aweyden in der Kirchenprovinz Ostpreußen der Kirche der Altpreußischen Union, außerdem in die katholische St.-Adalbert-Kirche Sensburg im damaligen Bistum Ermland eingepfarrt.
Heute gehört Cierzpięty zur evangelischen Kirchengemeinde Nawiady, einer Filialgemeinde der Pfarrei Mrągowo in der Diözese Masuren der Evangelisch-Augsburgischen Kirche in Polen, sowie zur katholischen Pfarrei Nawiady im jetzigen Erzbistum Ermland innerhalb der polnischen katholischen Kirche.

## Verkehr
Cierzpięty ist von Nawiady (Aweyden) aus über die Landesstraße 59 und eine Nebenstraße direkt zu erreichen, außerdem führt ein Landweg von Kosowiec (Försterei Modersohn) in den Ort. Ein Bahnanschluss existiert nicht.